# Hulaku
Hulaku är en by (estniska: küla) i Haanja kommun i landskapet Võrumaa i sydöstra Estland. Byn ligger öster om den större byn Ruusmäe.
I kyrkligt hänseende hör byn till Rõuge församling inom den Estniska evangelisk-lutherska kyrkan.